# فانیولونا
فانیولونا (به لاتین: Fanivelona) یک منطقهٔ مسکونی در ماداگاسکار است که در واتووانی واقع شده‌است. فانیولونا ۱۱٬۱۳۳ نفر جمعیت دارد.